# Teufelsmauer (Wachau)

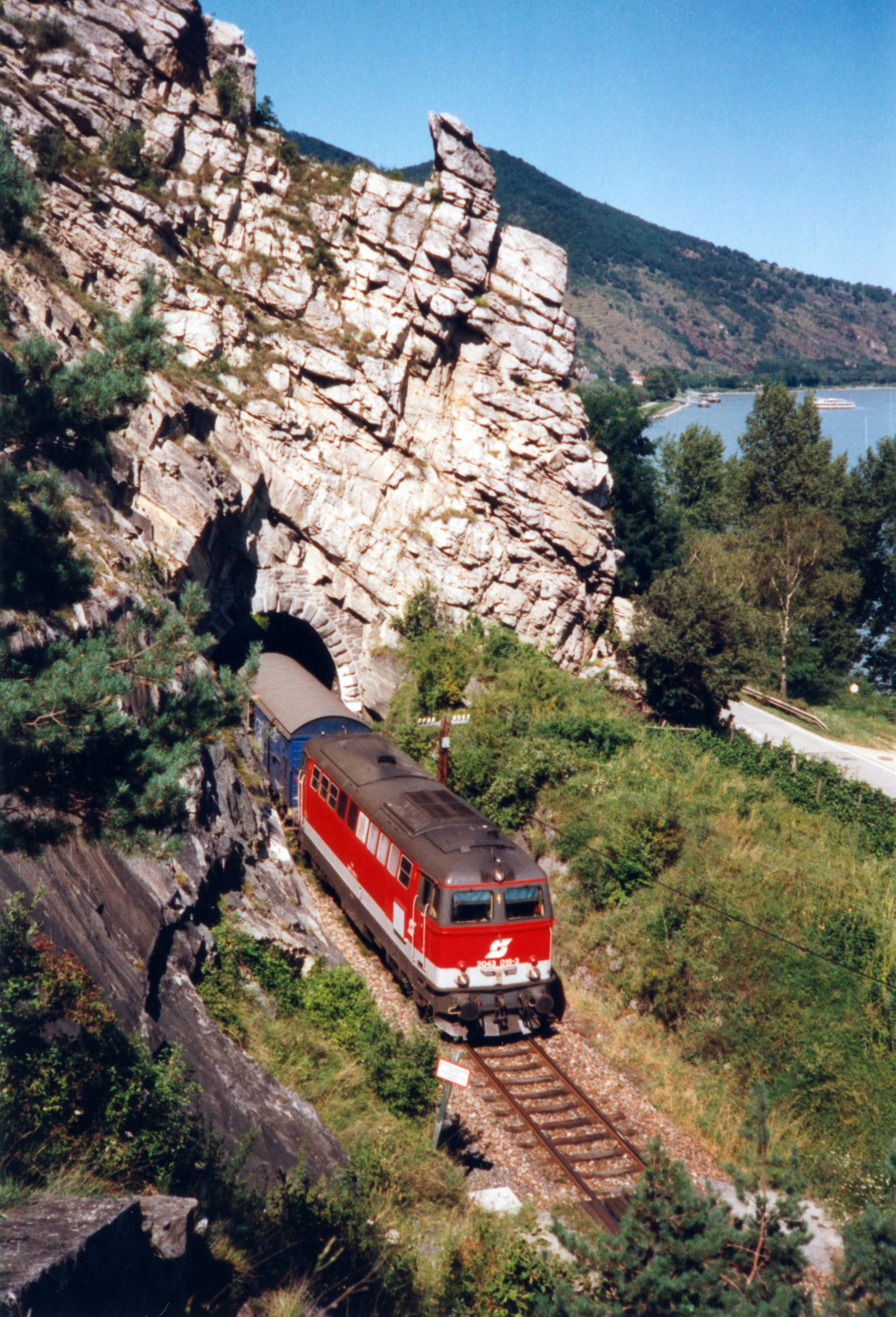
Die Teufelsmauer mit einem Zug der damals noch von den ÖBB betriebenen Donauuferbahn

Teufelsmauer bezeichnet eine Felsformation zwischen Spitz und St. Johann in der Wachau, wo es dem Teufel der Sage nach nicht gelungen ist, eine Mauer quer über die Donau zu bauen.
Hier befindet sich der „Teufelsmauer Tunnel“ der Donauuferbahn, der mit 12,43 Meter kürzeste in Betrieb befindliche Eisenbahntunnel Österreichs.
Die markante Felsbildung ist seit dem 8. August 1929 als niederösterreichisches Naturdenkmal ausgewiesen.